# 사플루오린화 황
사플루오린화황(Sulfur tetrafluoride, 화학식: SF4) 또는 사불화황은 플루오린과 황의 화합물로, 황 원자를 중심으로 플루오린 원자가 삼각쌍뿔의 삼각면에 한개를 빼고 채워진 시소형의 구조를 취하고 있다. 원자가껍질 전자쌍 반발 이론에 의해 설명된다. 원자가 전자가 6개, 결합하는 플루오린의 전자가 4개이기 때문에 분자의 전자쌍은 비공유전자쌍 1쌍, 공유전자쌍 4쌍이 되므로 삼각쌍뿔형으로 배치되며 비공유전자쌍의 반발이 더 커 비공유전자쌍이 평면에 놓이는 이 구조가 가장 반발하는 구조이다.

## 같이 보기
- 온실 기체
- 육플루오린화 황
- 이플루오린화 황